# Ferrocarril Leopoldina
El Ferrocarril Leopoldina (en portugués: Estrada de Ferro Leopoldina) fue el primer ferrocarril construido en el actual estado de Minas Gerais, en el sudeste de Brasil, y uno de los principales ferrocarriles de la región. Se inauguró en 1874 y se expandió rápidamente. En su apogeo, contaba con más de 3,200 kilómetros de vías, incluyendo cremalleras en los tramos más escarpados de la Serra do Mar. 
El ferrocarril atravesó graves crisis a lo largo de su historia, pasando del control de agricultores y comerciantes a manos de acreedores británicos, llegando en 1950 al control del Gobierno Federal y, en 1957, de la RFFSA con el fin de arreglar la situación. Sin embargo, las medidas fueron ineficaces y el ferrocarril fue perdiendo sus ramales siendo finalmente disuelto en 1975. Una parte del ferrocarril pasó al control de Ferrovia Centro-Atlântica, suprimiéndose gran parte de su red y quedando el resto dedicado al transporte de mercancías.